# James Bond jagt Dr. No (Roman)
Dr. No ist der sechste Roman der James-Bond-Reihe von Ian Fleming und erschien in Großbritannien am 31. März 1958 im Jonathan Cape Verlag. Das Verschwinden zweier Agenten auf Jamaika führt Bond auf die Privatinsel eines zwielichtigen Deutschchinesen. Die erste, stark gekürzte, deutsche Übersetzung von Dieter Heuler wurde 1965 als James Bond jagt Dr. No im Scherz Verlag veröffentlicht. Eine vollständige Neuübersetzung wurde 2013 unter Originaltitel bei Cross Cult herausgebracht.

## Handlung
John Strangways, der Leiter des Secret Service auf Jamaika, und seine Sekretärin Trueblood werden 1956 von sogenannten „Chigroes“, halb Schwarze, halb Chinesen, umgebracht. Der MI6 glaubt jedoch, dass die beiden durchgebrannt wären. M hält das für einen leichten Fall und schickt deshalb James Bond auf die Insel, der trotz Krankenhausaufenthalt nach seiner letzten Mission noch nicht vollständig genesen ist. Strangways hatte anscheinend gegen jemanden ermittelt, der sich selbst Julius No, alias Doktor No, nennt. Er besitzt vor der Küste Jamaikas eine eigene Insel namens Crab Key und macht mit dem Abbau von Guano des heimischen Guanokormorans großen Gewinn. Der MI6 weiß nicht viel über ihn und hat keine Beweise für ein Verbrechen, doch es gab schon mehrere Konflikte mit der Audubon-Gesellschaft, da die Insel ein Schutzgebiet für einen seltenen Vogel beherbergt, den Rosalöffler. Der 35-jährige James Bond ist jedoch überzeugt, dass Strangways zu viel über Dr. Nos Machenschaften wusste, und deshalb beseitigt wurde.
Direkt nach seiner Ankunft in Kingston trifft er auf Quarrel, den er vor 5 Jahren, von seinem letzten Besuch auf Jamaika kennt. Dieser hält ebenso wie Bond auch nicht viel von Dr. No, da er überzeugt ist, dieser würde jeden töten lassen, der sich ihm und seinen Plänen in den Weg stellt. Als Beweis erzählt er, dass einmal ein Mann, der von Crab Key nach Jamaika fliehen konnte, berichtet hat, dass er dort von einem Drachen angegriffen worden sei. Auch Bond entgeht mehrfach dem Tod, u. a. durch einen vergifteten Obstkorb und einem giftigen Tausendfüßler in seinem Bett. Ihm fällt auf, dass alle verdächtigen Personen, auf die er trifft, chinesischer Abstammung sind, wie ein Kameramädchen oder die Sekretärin des Vizegouverneurs.
Bond beschließt, nachts zusammen mit Quarrel nach Crab Key zu segeln, um herauszufinden, was hinter diesen Vorkommnissen steckt. Am nächsten Morgen treffen die beiden auf Honeychile „Honey“ Rider, die auf der Insel seltene Muscheln sammelt. Trotz großer Vorsicht werden sie entdeckt, und von den von Dr. No abgesandten Chigroes mit Maschinengewehren beschossen. Bond und seine Gefährten entkommen dem Beschuss und den später ausgesandten Bluthunden knapp, werden dann aber vom Drachen, der sich als ein großes verkleidetes Sumpffahrzeug entpuppt, gestellt. Quarrel wird mit dem eingebauten Flammenwerfer getötet, Bond und Honey müssen sich ergeben. Sie werden mit dem Fahrzeug zu Dr. Nos Quartier gefahren, wo sie zuvorkommend in einem luxuriös ausgestatteten Zimmer eines angeblichen Sanatoriums im Inneren eines Berges empfangen werden. Bond ist beeindruckt, was Dr. No hier geschaffen hat.
Bei einem Abendessen berichtet Dr. No ihnen über sein Leben, dass er seit 14 Jahren auf Crab Key lebt und dort voller Leidenschaft an seinen Visionen arbeitet: Er ist der Sohn eines deutschen Methodisten-Pfarrers und einer Chinesin und schloss sich der chinesischen Tong-Mafia an, die er aber um eine Million Dollar betrog. Zur Strafe wurden ihm beide Hände abgeschnitten und er sollte erschossen werden. Allerdings überlebt er, da sich sein Herz auf der rechten Körperseite befindet (Situs inversus). Seine Hände ersetzte er durch Metallzangen; allgemein macht Dr. No auf Bond den Eindruck einer stählernen, mechanischen Gottesanbeterin. Mit dem erbeuteten Geld kaufte er Crab Key und begann mit dem Guanoabbau, was ihm jedoch nur als Tarnung zum Aufbau einer Machtbasis diente. Er entwickelte den Plan, mit teurer Technologie die Raketenversuche der Vereinigten Staaten mittels Störsender zu manipulieren und Geheimdienstinformationen abzufangen, um diese an SMERSH weiterzugeben. Die Russen arbeiten bereits mit ihm zusammen.
Aus Bond und Honey will Dr. No Testobjekte machen. Er hat sich grausame Tode für seine ungebetenen Gäste ausgedacht: Während Honey von Krabben aufgefressen werden soll, wird Bond in einen für tödlich gehaltenen Parcours geschickt, in dem er zeigen soll, wie viel Schmerz er ertragen kann. Bond kämpft sich durch das Röhrensystem mit den todbringenden Gefahren, wird ins Meer gestürzt und übersteht schwer gezeichnet auch den Kampf mit einem riesigen Tintenfisch. Nach dieser letzten Station kann er dem Parcours entkommen. Als Dr. No den Abtransport des Guanos auf ein Frachtschiff überwacht, gelingt es Bond in einem überraschenden Moment, das Förderband umzulenken und Dr. No unter einem Berg Guano zu begraben und damit zu töten. Honey konnte den Krabben entkommen, und gemeinsam fliehen sie vor Dr. Nos Schergen von der Insel.
Zurück auf Jamaika lässt Bond das Abenteuer zusammen mit Honey ausklingen.

## Bonds Waffe
Im vorherigen Abenteuer kostete eine Ladehemmung beinahe Bonds Leben. Deshalb muss er widerwillig seine Dienstwaffe wechseln. Die deutsche Walther PPK und ein Smith & Wesson Revolver lösen die .25 Beretta ab. Waffenmeister Major Boothroyd hält die Beretta ohnehin für eine „Damenwaffe“. Über das ganze Buch hinweg lernt man mehr über das Verhältnis von Bond zu seiner Waffe. Es wirkt fast schon sexuell, da immer wieder durchdringt, dass Bond seine alte Beretta stark vermisst und sich nichts so gut anfühlen würde wie diese.

## Verfilmung
Der Roman diente als Vorlage für den ersten Kinofilm der EON-Reihe. Der Film wurde  am 5. Oktober 1962 in den Kinos uraufgeführt. Die Produzenten waren Harry Saltzman und Albert R. Broccoli und in den Hauptrollen sind Sean Connery als James Bond 007, Bernard Lee als M und Ursula Andress als Honey Ryder zu sehen. Regie führte Terence Young.